# گردنه آبانو
گردنه آبانو (به لاتین: Abano Pass) یک گردنه در گرجستان است که در پشاولی واقع شده‌است. گردنه آبانو ۲٬۸۲۶ متر بالاتر از سطح دریا واقع شده‌است.